# 3月30日 (旧暦)
旧暦3月30日は旧暦3月の30日目である。年によっては3月の最終日となる。六曜は友引である。

## できごと
- 用明天皇元年（ユリウス暦585年5月4日） - 仏教排斥を唱える物部守屋が、仏像・寺院等を焼打ち

## 忌日
- 嘉祐8年（ユリウス暦1063年5月1日） - 仁宗、北宋の4代皇帝（* 1010年）
- 嘉永3年（グレゴリオ暦1850年5月11日） - 徳川斉朝、第10代尾張藩主（* 1793年）